# Jaskinia Werteba
Jaskinia Werteba – gipsowa jaskinia, znajdująca się w obwodzie tarnopolskim Ukrainy, w pobliżu wsi Bilcze Złote, na płaskiej wysoczyźnie lessowej.
Jaskinię odkryto przypadkowo w 1822. Ziemie wokół Bilcza Złotego i sama jaskinia należały wówczas do księcia Adama Sapiehy, a później do jego syna – Leona.
Odkryto w niej słynne później stanowisko archeologiczne. Pierwszym archeologiem, który z polecenia Komisji Archeologicznej Akademii Umiejętności przeprowadził w latach 1876–1878 badania w jaskini był Adam Honory Kirkor.
W wąskich, niskich i bogato rozgałęzionych korytarzach jaskini, do której wchodziło się z góry przez otwór, odkryto ponad 1000 bogato zdobionych naczyń ceramicznych lub ich fragmentów, kilkadziesiąt narzędzi krzemiennych i ponad 70 glinianych figurek ludzkich. Przedmioty te znajdowały się w najtrudniej dostępnych zakamarkach jaskini, której istotną cechą były trudności z odpowiednią wentylacją skomplikowanej sieci korytarzy. Zabytki starannie dobierane i deponowane w jaskini przez ponad 1000 lat – pochodzą z okresu między 3870 a 2710 p.n.e. – ze względu na swój wotywny charakter i doskonały stan zachowania wskazują na kultowy charakter tego miejsca. Potwierdza to obecność licznych naczyń pochodzących m.in. ze środkowego Podnieprza, środkowego i dolnego Naddniestrza, a nawet z Lubelszczyzny.
Funkcjonowanie tego miejsca zamarło około 2500 roku p.n.e. i wiązało się z upadkiem miejscowych populacji rolniczych, które ustąpiły miejsca ruchliwym grupom pasterzy.